# Krutî (Hlîbociok), Jîtomîr
Krutî (în ucraineană Крути) este un sat în comuna Hlîbociok din raionul Jîtomîr, regiunea Jîtomîr, Ucraina.

## Demografie
Componența lingvistică a localității Krutî
     Ucraineană (95,87%)
     Rusă (4,13%)
Conform recensământului din 2001, majoritatea populației localității Krutî era vorbitoare de ucraineană (95,87%), existând în minoritate și vorbitori de rusă (4,13%).